# Пабло Зарницки
Пабло Адриан Зарницки е аржентински шахматист, гросмайстор от 1994 година. През месец април 2008 г. има ЕЛО коефициент 2515, който го поставя на шесто-осмо място по сила в Аржентина.

## Шахматна кариера
Зарницки спечелва турнира в Мар дел Плата през 1989 г. През 1992 г. аржентинецът става световен шампион за юноши до 20 години на първенството в Буенос Айрес. През 1995 г. участва с отбора на Аржентина на панамериканското първенство по шахмат. Състезава се на първа дъска и завоюва сребърен отборен медал. През 2001 г. заема третото място на турнира „Мигел Найдорф“ с резултат 6,5/9 т. На следващата година заема второ място на „Б“ турнира „Мемориал Хосе Раул Капабланка“ в Хавана. През 2008 г. участва на турнира „XIV Abierto Pro AM“ в гр. Вила Мартели (Аржентина), където заема втората позиция, оставяйки на половин точка зад победителя Андрес Родригрес Вила.

## Участия на шахматни олимпиади
Зарницки участва на пет олимпиади. Изиграва 54 партии, в които постига 24 победи и 25 ремита. Средната му успеваемост е 67,6 процента. През 1994 г. завоява индивидуален сребърен медал на четвърта дъска с осем победи и пет ремита от 13 партии. Побеждава шахматисти като Константин Сакаев и завършва реми с Игор Миладинович и българина Александър Делчев (2002).
| Година | Организатор | Отбор     | Класиране (отборно) | Дъска         |
| 1992   | Манила      | Аржентина | 34                  | Втора резерва |
| 1994   | Москва      | Аржентина | 33                  | Четвърта      |
| 1996   | Ереван      | Аржентина | 15                  | Трета         |
| 2002   | Блед        | Аржентина | 63                  | Трета         |
| 2006   | Торино      | Аржентина | 51                  | Първа резерва |